# ديفيد ريتشاردز (لاعب اتحاد الرغبي)
ديفيد ريتشاردز (بالإنجليزية: David Richards)‏ هو لاعب اتحاد الرغبي بريطاني، ولد في 23 مايو 1954 في مقاطعة ناحية نيث بورت طالبوت ‏ في المملكة المتحدة.

## وصلات خارجية
- دايفيد ريتشاردز عل موقع إسبنسكروم (الإنجليزية)